# Vila Karla Šulce
Vila Karla Šulce je rodinný dům, který stojí v Praze 5-Hlubočepích ve vilové čtvrti Barrandov v ulici Barrandovská v její východní části. Od 1. listopadu 1993 je chráněna jako kulturní památka České republiky.

## Historie
Funkcionalistickou vilu postavenou v letech 1929-1930 pro Karla a Hanu Šulcovy projektoval architekt Otakar Štěpánek.
Karel Šulc
Karel Šulc (*1898) byl členem 1. junáckého oddílu v Čechách již od roku 1914. Jeho skautští přátelé Nušlovi a Filipovi se později stali také prvními osadníky Barrrandova. Během studií na obchodní škole působil jako skautský vedoucí na prázdninových pobytech Červeného kříže ve Švýcarsku. Po absolvování školy se chtěl věnovat diplomacii a pracoval na konzulátu ve Švýcarsku jako úředník a kurýr. Byl přidělen k zastupitelskému úřadu v Americe, kam ale nenastoupil. Roku 1920 se vrátil do Čech a pomáhal mladšímu bratrovi Augustinovi (1900-1979) v rodinném podniku s prodejem skautské výstroje a sportovních potřeb v obchodě U Lužického semináře 40. Roku 1921 bratři rozšířili služby o opravu jízdních kol a 1. března 1923 se již jako firma Bratři Šulcové v Kaprově 13 stali výhradními dovozci anglických motocyklů značky B.S.A. Karel Šulc se ve firmě staral o propagaci a ekonomiku. Roku 1927 si firma postavila ve Vysočanech v Ocelářské ulici Dům B.S.A., který ale byla nucena roku 1934 z finančních důvodů prodat. V letech 1935-1948 bratři v České zbrojovce ve Strakonicích zastupovali značku motocyklů ČZ. Po roce 1948 byli oba několikrát zatčeni a majetek jim byl zkonfiskován. Karel Šulc pak pracoval na stavbě Slapské přehrady a bydlel poblíž ve svém srubu.

### Po roce 1939
V polovině 30. let Šulcovi vilu prodali židovské rodině Ledenových. Po vzniku Protektorátu roku 1939 byla vila německými úřady zabavena a poskytnuta vysokému důstojníkovi SS.

### Po roce 1948
Koncem 60. let 20. století vilu koupil spisovatel Václav Cibula s manželkou Vlastou, který dům zrekonstruoval. Na stěnách v předsíni, vstupních prostorách a komoře vytvořil Cyril Bouda barevné křídové kresby strašidla, jeptišky a svatého Václava sklízejícího hrozny, Juraj Jakubisko kresbu s tématem dělení Československa roku 1990.

## Popis
Funkcionalistická jednopatrová stavba na obdélném půdorysu je situována ve svahu a obklopena zahradou. Zahrada je spojena s terasou v přízemí dvouramenným schodištěm. Suterén domu je polozapuštěný, s bývalým bytem domovníka, pokojem služebné, garáží a provozním zázemím. V přízemí je za vstupní halou kuchyně, pánský pokoj a hlavní denní místnost - hala s jídelnou. Z haly je vstup na terasu se zděným zábradlím a zděným schodištěm na zahradu. V patře jsou ložnice s šatnou a koupelnou, při pravé straně se nachází balkon, který má plné zděné zábradlí.
Fasáda vily je hladká a pokrytá jemnou brizolitovou omítkou, směrem do ulice je nečleněná. Hlavní vstup chráněný markýzou se nachází v levé části domu a má dochované původní dveře, lemované vertikálními zasklenými poli. Nalevo od vstupu je malé kruhové okno, napravo okno špaletové obdélné a v levé polovině patra je nízký horizontální pás oken. Špaletová okna jsou také v bočních částech domu. Ze severovýchodní strany vystupuje z průčelí schodiště s velkým kruhovým oknem.
Zahrada je lemovaná vzrostlými stromy a kamennou zídkou. Směrem k Barrandově skále se rozkládá na svažitém terénu a ve své kompozici má krajinné a architektonické prvky. V její severovýchodní části prochází po svahu úzká cesta z plochých kamenů lemovaná kamennou opěrnou zdí.
Z původního vybavení a dispozic se dochovala řada prvků - v prostoru šatny vestavěné skříně, v ložnici stěna s dveřmi a vestavěným nábytkem, v dalších částech domu vestavěná knihovna, krb z šedého mramoru, který je v horní části krytý kovovou deskou s drobným plastickým geometrickým ornamentem, schodiště do patra s dřevěným zábradlím s prvky obdélného profilu nebo podesta s velkým kruhovým oknem.